# Musique country australienne
L'Australie a une tradition de musique country et la Musique country australienne s'est développée selon un schéma différent de celui des États-Unis, car influencée par les ballades folkloriques celtiques et la tradition des ballades Bush des poètes australiens.
Les principaux chanteurs de country sont Slim Dusty, Olivia Newton-John, John Williamson, Keith Urban, Lee Kernaghan et Kasey Chambers mais la musique country a aussi influencé Nick Cave et Paul Kelly. 

## Histoire
[réf. nécessaire]

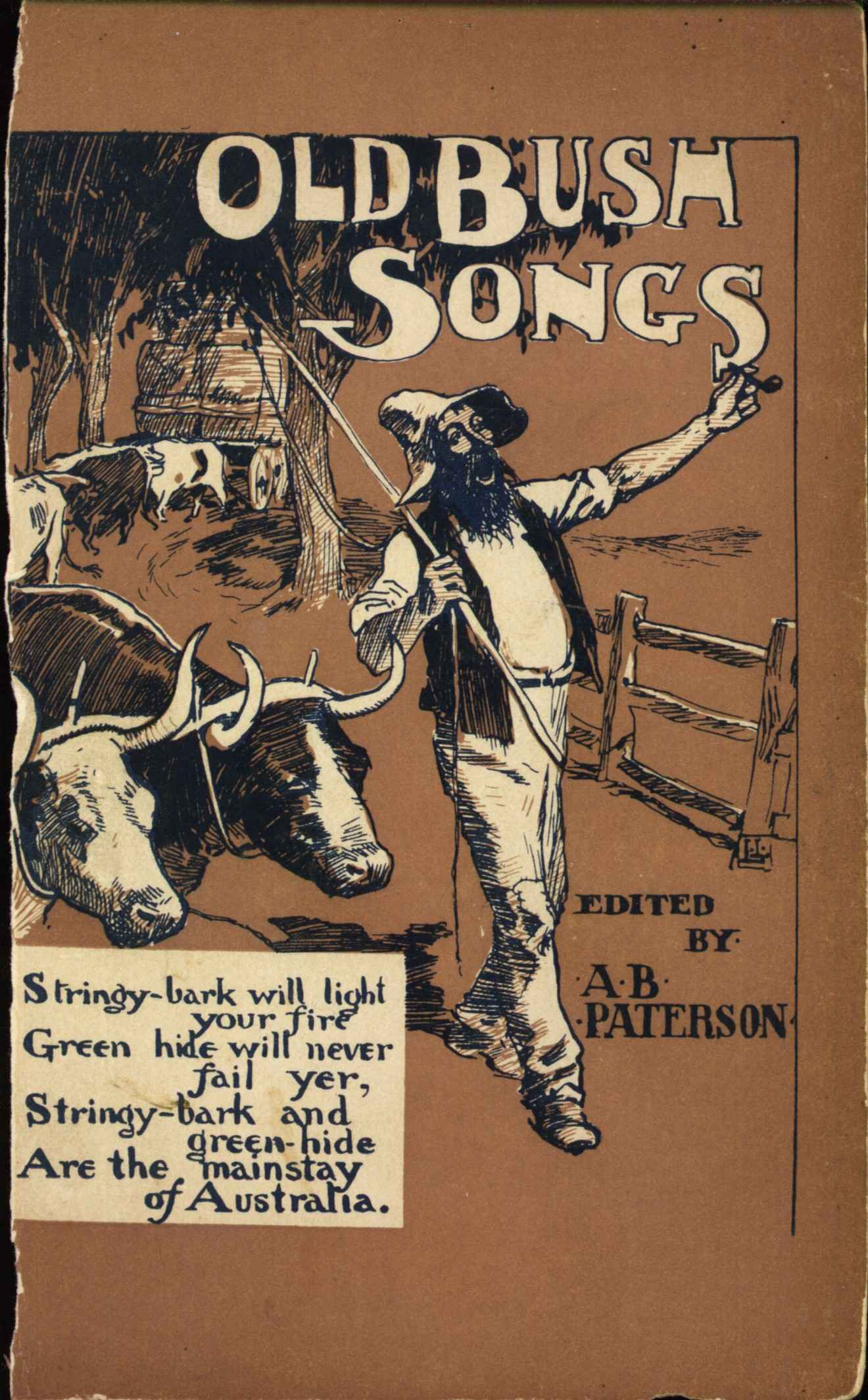
Old Bush Songs (1905), par Banjo Paterson. L'Australie a une longue tradition de musique country, influencée par les ballades folkloriques celtiques et la tradition des ballades Bush.

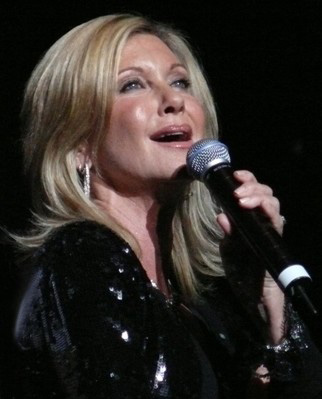
Olivia Newton-John en 2008.

La musique country est populaire Australie : des bluegrass et yodellings aux plus pops. L'Australie a une longue tradition de musique country qui s'est développée selon un modèle tout à fait différent de celui des États-Unis, car influencée par les ballades folkloriques celtiques et la tradition des ballades « Bush » des poètes australiens comme Henry Lawson et Banjo Paterson,.
Les immigrés anglo-celtiques des années 1700-1800 ont introduit une tradition de ballades de la musique folk qui ont été adaptées aux spécificités australiennes: Bound for Botany Bay chante du voyage des bagnards britanniques en Australie; The Wild Colonial Boy évoque l'esprit provocateur des bushrangers; et Click Go the Shears raconte les expériences des mineurs. Les paroles de Waltzing Matilda, la chanson folklorique australienne, ont été écrites par le poète Banjo Paterson en 1895. Adoptée par les soldats australiens pendant la Première Guerre mondiale, cette chanson est encore populaire et fut entonnée lors de la cérémonie de clôture des Jeux olympiques de Sydney de 2000 par Slim Dusty.
Tex Morton et Smoky Dawson ont été des pionniers de la musique country en Australie, se fondant avec le personnage des cow-boys. Dans les années 1940, Slim Dusty commence une carrière country qui durera près de cinquante ans et engendrera plus de 100 albums. En 1957, The Pub With No Beer par Slim Dusty est devenue la première chanson australienne sur les pop charts internationaux. Slim a exécuté ses propres compositions comme celles de son épouse, Joy McKean, et d'autre artistes australiens et a écrit la musique pour des poésies australiennes classiques d'Henry Lawson et de Banjo Patterson. Il a enregistré son centième album en 2000 et est devenu le premier musicien au monde à le faire. Il a eu l'honneur de chanter Waltzing Matilda à la cérémonie de clôture des Jeux olympiques de Sydney tout le stade chantant avec lui.
Le succès international pour des musiciens australiens a continué pendant les années 1960 et 70 avec Frank Ifield et Reg Lindsay. Un autre des interprètes les plus connus de la musique folk australienne est Rolf Harris. And the Band Played Waltzing Matilda, (1972) par Eric Bogle évoque la sanglante bataille de Gallipoli entre les Australiens et Néo-Zélandais de l'ANZAC et l'armée ottomane pendant la Première Guerre mondiale. Depuis les 70, on trouve toujours Paul Kelly, surnommé le « pop poet laureate » d'Australie. Ses diverses gammes de production musicale vont du bluegrass au reggae, mais ses influences sont principalement rock, folk et country. En 1975, encouragée par son amie et compatriote australienne Helen Reddy, Olivia Newton-John quitte l’Angleterre et s’installe aux États-Unis, où elle connaît des succès sur la scène country et western, et bien que les puristes ne cessent de la décrier, elle remporte le prix de l’artiste féminine country de l’année 1974, devant les poids lourds du genre que sont Dolly Parton ou Tammy Wynette.
Le chanteur-compositeur-interprète John Williamson, a publié sa première chanson Old Man Emu en 1970, et il est devenu Numéro 1 au palmarès de la musique australienne. En 1982, Williamson sort True Blue. En 2000, Johnny Cash, l'une des idoles du chanteur-compositeur australien Nick Cave, reprend, sur l'album American III: Solitary Man, le titre emblématique des Bad Seeds : The Mercy Seat. Il rend ainsi la politesse à Nick Cave qui avait, quelques années auparavant, sur Kicking Against the Pricks, repris The Singer. Les carrières des deux artistes se croisent encore un moment, en 2002, le temps d'un duo sur le quatrième opus de la série American Recordings de Johnny Cash (American IV: The Man Comes Around). Ils reprennent pour l'occasion I'm So Lonesome I Could Cry, célèbre chanson d'une autre légende de la country, Hank Williams. Enfin, on peut retrouver sur le coffret posthume Johnny Cash: Unearthed un ultime duo rassemblant Johnny Cash et Nick Cave : il s'agit de leur version de Cindy.
Aux États-Unis, on trouve des autres artistes de country australien très connus comme Sherrié Austin et Keith Urban, mais la musique country australienne a développé un style unique dont des principaux représentants sont Lee Kernaghan, et Adam Brand, Kasey Chambers et Sara Storer. La musique country a également été une forme particulièrement populaire de musique pour les Aborigènes d'Australie. Comme chanteurs indigene on peut citer Troy Cassar-Daley, Kev Carmody et Archie Roach.
Tamworth est réputée en Australie pour être la capitale de la country music et le siège du festival de musique country de Tamworth et les Country Music Awards of Australia.
Le Parc d'État de Grabine Lakeside en Nouvelle-Galles du Sud promeut la musique country australienne à travers un festival annuel : le "Grabine Music Muster Festival". Le pays possède également une chaîne télévisée consacrée à la musique country, la CMC (Country Music Channel), qui peut être regardée sur Foxtel et Austar décerne une fois par an les "Golden Guitar Awards".

## Musiciens

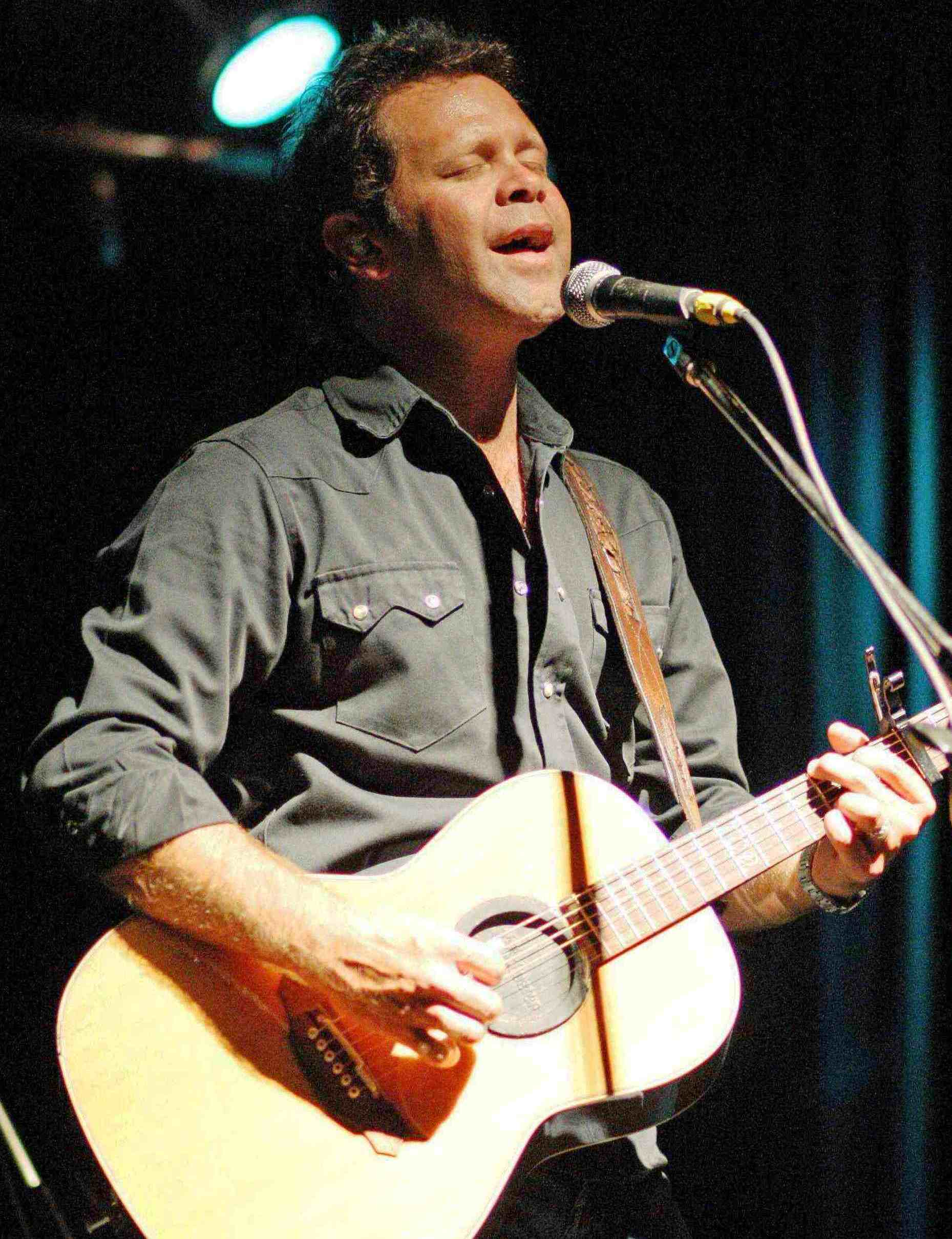
Troy Cassar-Daley.

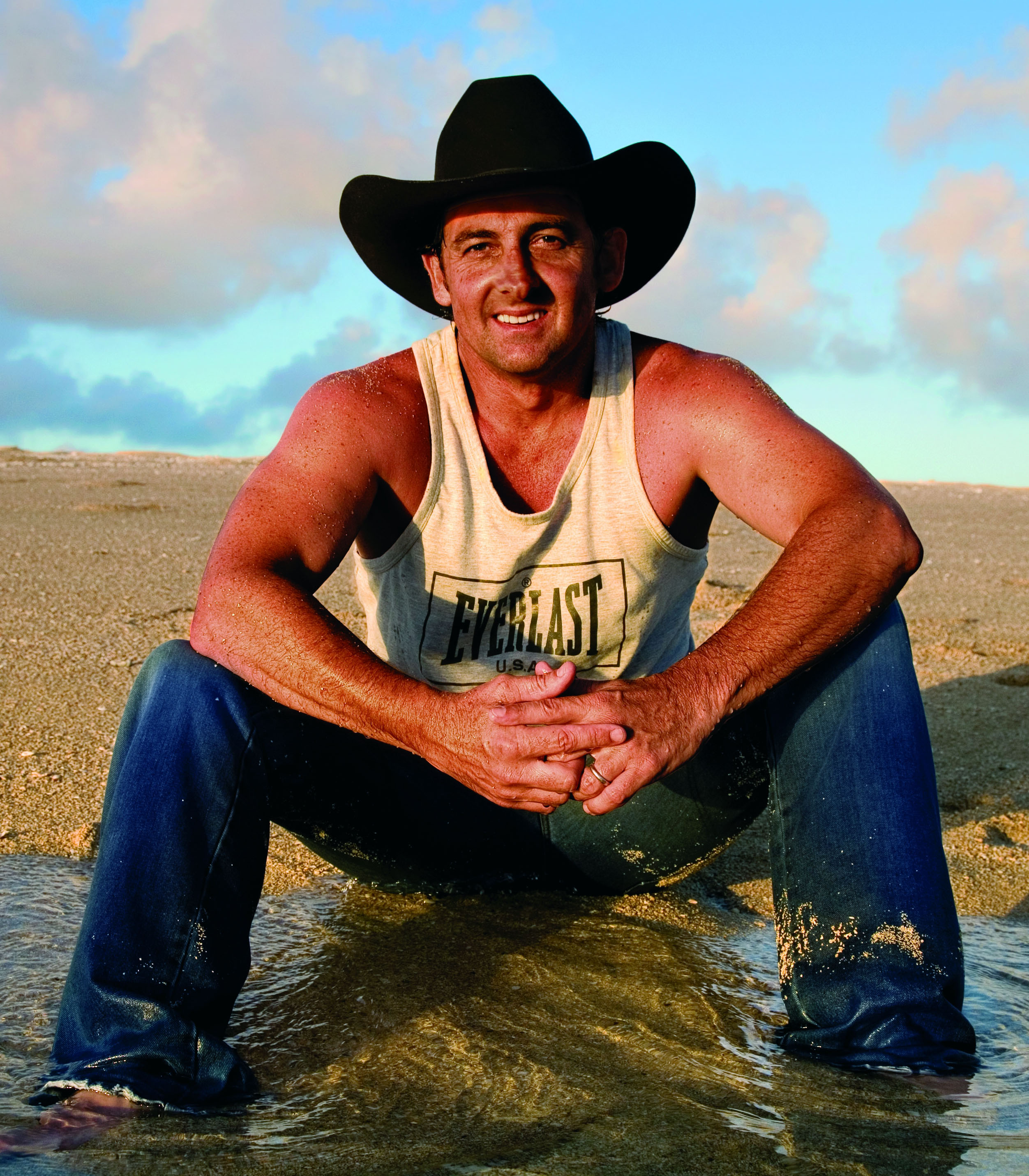
Lee Kernaghan.

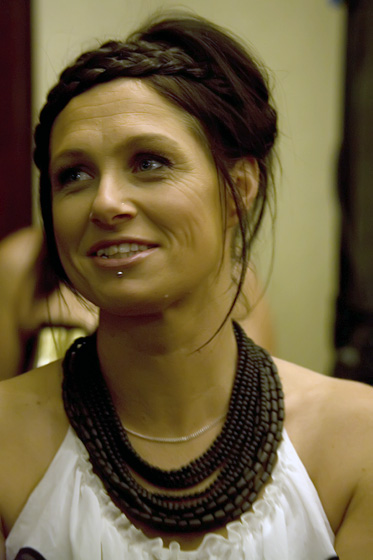
Kasey Chambers.

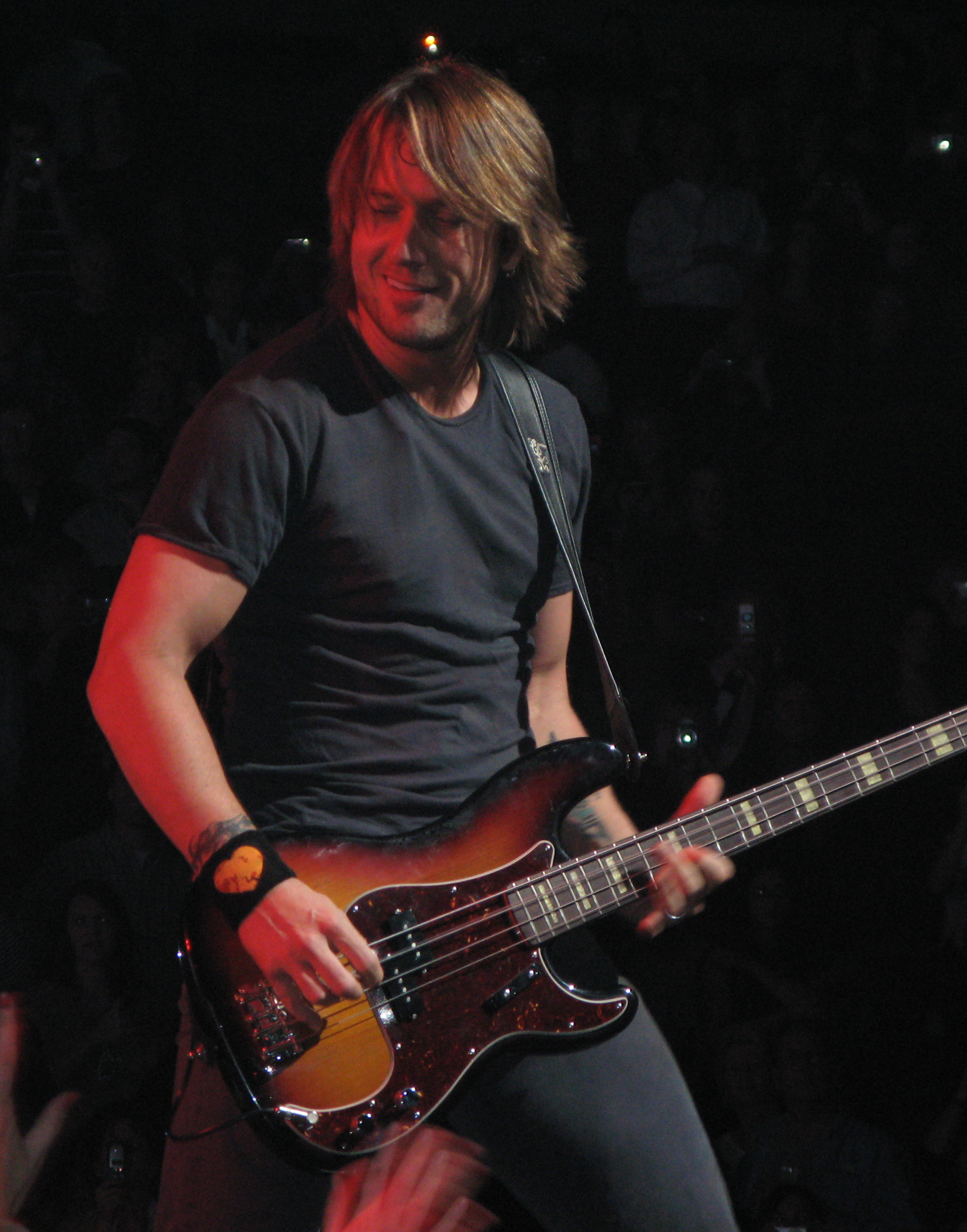
Keith Urban.

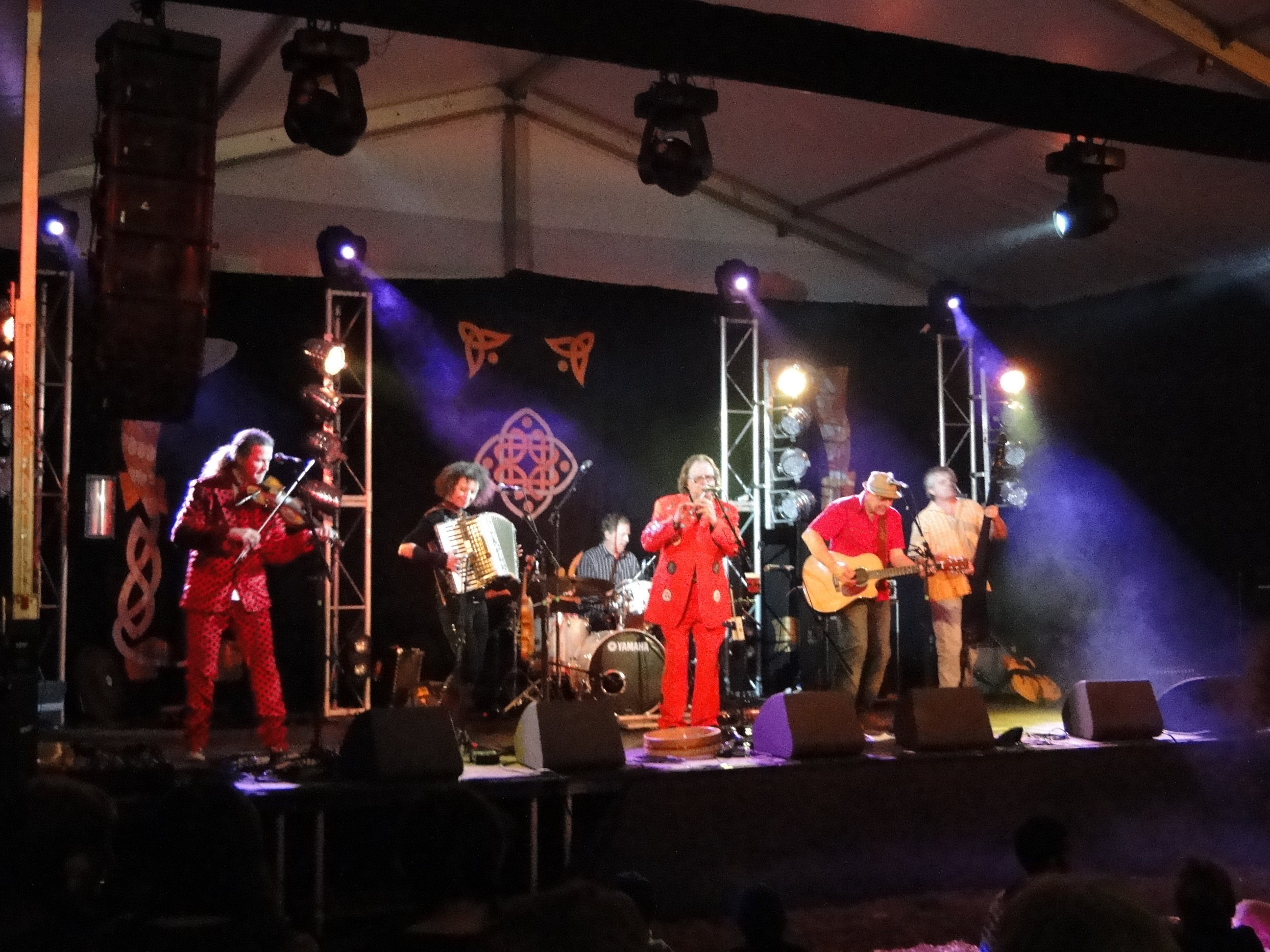
The Bushwhackers.

- Paul Costa
- 8 Ball Aitken
- Johnny Ashcroft
- Sherrié Austin
- James Blundell
- Adam Brand
- Catherine Britt
- Kelly Cooper
- Troy Cassar-Daley
- Kasey Chambers
- Graeme Connors
- Tracy Coster
- Smoky Dawson
- Shea Fisher
- Steve Forde
- Adam Harvey
- Wayne Horsburgh
- Jedd Hughes
- Gina Jeffries
- Gay Kayler
- Lee Kernaghan
- Anne Kirkpatrick
- The Legarde Twins
- Reg Lindsay
- Jimmy Little
- Chad Morgan
- Olivia Newton-John
- Shane Nicholson
- Jamie O'Neal
- Jasmine Rae
- Mary Schneider
- Slim Dusty
- Joy McKean
- Sara Storer
- Keith Urban
- John Williamson

## Groupes
- The Bushwhackers
- Carter & Carter
- The Distance
- The Donovans
- The Flood
- The McClymonts
- The Robertson Brothers
- The Sunny Cowgirls
- Women in Docs
- Karma County
- Redgum
- Deep Creek